# Atomic Monster
Atomic Monster è una casa di produzione cinematografica e televisiva indipendente statunitense fondata e gestita dal regista malese naturalizzato  australiano James Wan. 

## Storia
James Wan ha fondato Atomic Monster il 21 ottobre 2014. 
La società ha un accordo first-look di produzione con New Line Cinema e Warner Bros. Pictures.  
Il 12 agosto 2016, la società ha raggiunto un accordo di sviluppo con la società cinese Starlight Media Inc. per contribuire al finanziamento di film con budget fino a 100000000 $.  
Il 16 novembre 2022, è stato annunciato che la società era in trattative per fondersi con Blumhouse Productions, con un diritto di prelazione condiviso con Universal Pictures. 
Le società continueranno a operare come etichette separate, mantenendo ciascuna la propria autonomia creativa e la propria identità di marchio. 
La società sta utilizzando l'infrastruttura esistente della Blumhouse Productions per scalare ulteriormente le proprie attività nei settori del cinema, della televisione e dei nuovi contenuti, come i videogiochi horror, l'intrattenimento dal vivo e l'audio.     
Il 2 gennaio 2024 la fusione è stata finalizzata.  
Il 4 giugno 2025 è stato annunciato che la Blumhouse era in trattativa per acquisire la quota della Twisted Pictures nel media franchise di Saw, con la Lionsgate ancora coinvolta.  
Più tardi nello stesso mese, l'acquisizione è stata finalizzata e l'accordo avrebbe permesso a Wan e Leigh Whannell di riprendere il controllo creativo sul futuro del franchise. 

## Filmografia

#### Cinema
| Film                                                                            | Data di uscita    | Regia             | Sceneggiatura                                                  | Colonna sonora              | Altre case di produzione | Distribuzione         |
| ------------------------------------------------------------------------------- | ----------------- | ----------------- | -------------------------------------------------------------- | --------------------------- | --- | --------------------- |
| Annabelle                                                                       | 3 ottobre 2014    | John R. Leonetti  | Gary Dauberman                                                 | Joseph Bishara              | New Line Cinema, Evergreen Media Group, Creepy Puppet Productions, The Safran Company                                                                                | Warner Bros. Pictures |
| The Conjuring - Il caso Enfield (The Conjuring 2)                               | 10 giugno 2016    | James Wan         | James Wan, David Leslie Johnson-McGoldrick, Chad e Carey Hayes | Joseph Bishara              | Evergreen Media Group, New Line Cinema, The Safran Company | Warner Bros. Pictures |
| Lights Out - Terrore nel buio (Lights Out)                                      | 22 luglio 2016    | David F. Sandberg | Eric Heisserer                                                 | Benjamin Wallfisch          | New Line Cinema, RatPac-Dune Entertainment e Grey Matter Productions                                                                                                 | Warner Bros. Pictures |
| Annabelle 2: Creation                                                           | 11 agosto 2017    | David F. Sandberg | Gary Dauberman                                                 | Benjamin Wallfisch          | New Line Cinema, RatPac-Dune Entertainment, The Safran Company | Warner Bros. Pictures |
| The Nun - La vocazione del male (The Nun)                                       | 7 settembre 2018  | Corin Hardy       | Gary Dauberman                                                 | Abel Korzeniowski           | New Line Cinema e The Safran Company | Warner Bros. Pictures |
| La Llorona - Le lacrime del male (The Curse of La Llorona)                      | 19 aprile 2019    | Michael Chaves    | Mikki Daughtry, Tobias Iaconis                                 | Joseph Bishara              | New Line Cinema | Warner Bros. Pictures |
| Annabelle 3 (Annabelle Comes Home)                                              | 26 giugno 2019    | Gary Dauberman    | Gary Dauberman                                                 | Joseph Bishara              | New Line Cinema, RatPac-Dune Entertainment, The Safran Company | Warner Bros. Pictures |
| Mortal Kombat                                                                   | 23 aprile 2021    | Simon McQuoid     | Greg Russo, Dave Callaham                                      | Benjamin Wallfisch          | New Line Cinema, Broken Road Productions | Warner Bros. Pictures |
| The Conjuring - Per ordine del diavolo (The Conjuring: The Devil Made Me Do It) | 4 giugno 2021     | Michael Chaves    | David Leslie Johnson-McGoldrick                                | Joseph Bishara              | New Line Cinema, The Safran Company | Warner Bros. Pictures |
| Malignant                                                                       | 10 settembre 2021 | James Wan         | Akela Cooper                                                   | Joseph Bishara              | Boom Entertainment, Boom! Studios | Warner Bros. Pictures |
| C'è qualcuno in casa tua (There's Someone Inside Your House)                    | 6 ottobre 2021    | Patrick Brice     | Henry Gayden                                                   | Zachary Dawes               | Netflix, 21 Laps Entertainment | Netflix               |
| Megan (M3gan)                                                                   | 6 gennaio 2023    | Gerard Johnstone  | Akela Cooper                                                   | Anthony Willis              | Blumhouse Productions, Divide/Conquer | Universal Pictures    |
| The Nun II                                                                      | 8 settembre 2023  | Michael Chaves    | Ian Goldberg, Richard Naing, Akela Cooper                      | Marco Beltrami              | New Line Cinema, The Safran Company | Warner Bros. Pictures |
| Aquaman e il regno perduto (Aquaman and the Lost Kingdom)                       | 22 dicembre 2023  | James Wan         | David Leslie Johnson-McGoldrick                                | Rupert Gregson-Williams     | Warner Bros., DC Entertainment, Domain Entertainment, The Safran Company, Québec Production Services Tax Credit, Australian Film, Icelandic Film                     | Warner Bros. Pictures |
| Night Swim                                                                      | 5 gennaio 2024    | Bryce McGuire     | Bryce McGuire                                                  | Mark Korven                 | Blumhouse Productions, Government of New South Wales, Australia, Universal Pictures, Witchcraft Motion Picture Company                                               | Universal Pictures    |
| Le notti di Salem (Salem's Lot)                                                 | 3 ottobre 2024    | Gary Dauberman    | Gary Dauberman                                                 | Nathan Barr e Lisbeth Scott | Vertigo Entertainment e Wolper Organization | Max                   |
| The Monkey                                                                      | 21 febbraio 2025  | Oz Perkins        | Oz Perkins                                                     | Edo Van Breemen             | Black Bear Pictures, British Columbia Film Commission, C2 Motion Picture Group, Range Media Partners, Stars Collective Films Entertainment Group, The Safran Company | NEON                  |
| M3GAN 2.0                                                                       | 25 giugno 2025    | Gerard Johnstone  | Akela Cooper, Gerard Johnstone                                 | Chris Bacon                 | Blumhouse Productions, Divide/Conquer, New Zealand Film Commission, Universal Pictures, Canada Audio Visual Tax Credit                                               | Universal Pictures    |

### Televisione
| Serie televisiva                                    | Data di uscita    | Showrunner/Autore                  | Colonna sonora               | Altre case di produzione                                                                          | Distribuzione |
| --------------------------------------------------- | ----------------- | ---------------------------------- | ---------------------------- | ------------------------------------------------------------------------------------------------- | ------------- |
| MacGyver                                            | 23 settembre 2016 | Lee David Zlotoff, Peter M. Lenkov | Keith Power                  | 101st Street Television, Atomic Monster Productions, Lionsgate Television, CBS Television Studios | CBS           |
| Swamp Thing                                         | 31 maggio 2019    | Gary Dauberman, Mark Verheiden     | Brian Tyler                  | Big Shoe Productions Inc., Atomic Monster Productions, DC Entertainment, Warner Bros. Television  | DC Universe   |
| So cosa hai fatto (I Know What You Did Last Summer) | 15 ottobre 2021   | Sara Goodman                       | Drum & Lace e Ian Hultquist  | Amazon Studios, Mandalay Television, Original Film e Sony Pictures Television                     | Prime Video   |
| Archive 81 - Universi alternativi (Archive 81)      | 14 gennaio 2022   | Rebecca Sonnenshine                | Ben Salisbury e Geoff Barrow | Sonnenshine Productions                                                                           | Netflix       |
| Teacup                                              | 10 ottobre 2024   | Ian McCulloch                      | David Wingo                  | Parkside Baroo, Inc., Atomic Monster, Population, Universal Content Productions                   | Peacock       |

#### Serie animate
| Serie televisiva                                                              | Data di uscita  | Showrunner/Autore                        | Colonna sonora  | Case di produzione                                             | Distribuzione |
| ----------------------------------------------------------------------------- | --------------- | ---------------------------------------- | --------------- | -------------------------------------------------------------- | ------------- |
| Aquaman: King of Atlantis                                                     | 14 ottobre 2021 | Victor Courtright e Marly Halpern-Graser | Matthew Janszen | DC Entertainment e Warner Bros. Animation                      | HBO Max       |
| Samurai Rabbit - Le avventure di Usagi (Samurai Rabbit: The Usagi Chronicles) | 28 aprile 2022  | Candie Kelty Langdale e Doug Langdale    | Aiko Fukushima  | Netflix Animation, Dark Horse Entertainment, Gaumont Animation | Netflix       |